# Troarn

Troarn este o comună în departamentul Calvados, Franța. În 1 ianuarie 2022 avea o populație de 3.442 de locuitori.